# Rally van Ivoorkust
De Rally van Ivoorkust, formeel Rallye Bandama - Côte d'Ivoire, is een rallyevenement gehouden in Ivoorkust, en was tussen 1978 en 1992 een ronde van het wereldkampioenschap rally.

## Geschiedenis
De eerste editie van de rally werd in 1969 georganiseerd. Vanaf het 1978 seizoen tot aan het 1992 seizoen was het een ronde van het wereldkampioenschap rally, en was daarmee naast de Safari Rally een van de twee langeafstandsrally's op de kalender. In tegenstelling tot de Safari was het evenement echter minder populair bij de verschillende fabrieksteams en zag het daarin qua deelneming altijd geringe interesse. Hierdoor verdween de rally uiteindelijk van de kalender na 1992, waarna het een ronde werd van het Afrikaans rallykampioenschap. De rally heeft sindsdien enkele onderbrekingen gehad, maar wordt nog steeds gehouden in compactere vorm.

## Lijst van winnaars
| Editie | Seizoen     | Rijder                        | Navigator                     | Auto                          |                      |
| ------ | ----------- | ----------------------------- | ----------------------------- | ----------------------------- | -------------------- |
| 43     | 2017        | Soumaoro Moriféré             | Philippe Garcia               | Mitsubishi Lancer Evo X       |                      |
| 42     | 2016        | Gary Chaynes                  | David Israel                  | Mitsubishi Lancer Evo IX      |                      |
| 41     | 2015        | Gary Chaynes                  | David Israel                  | Mitsubishi Lancer Evo IX      |                      |
| 40     | 2014        | Gary Chaynes                  | Romain Comas                  | Mitsubishi Lancer Evo IX      |                      |
| 39     | 2013        | Bakary Fane                   | Moussa Fane                   | Subaru Impreza STi            |                      |
| 38     | 2012        | Soumaoro Moriféré             | Philippe Garcia               | Mitsubishi Lancer Evo IX      |                      |
| 37     | 2011        | Soumaoro Moriféré             | Philippe Garcia               | Mitsubishi Lancer Evo IX      |                      |
| 36     | 2010        | Rally geannuleerd.            | Rally geannuleerd.            | Rally geannuleerd.            | Rally geannuleerd.   |
| 35     | 2009        | Soumaoro Moriféré             | Philippe Garcia               | Mitsubishi Lancer Evo IX      |                      |
|        | 2008 - 2007 | Rally niet gehouden.          | Rally niet gehouden.          | Rally niet gehouden.          | Rally niet gehouden. |
| 34     | 2006        | Patrick Emontspool            | Alain Robert                  | Subaru Impreza WRX            |                      |
| 33     | 2005        | Fané Bakary                   | Konan Clément                 | Subaru Impreza WRX            |                      |
|        | 2004        | Rally niet gehouden.          | Rally niet gehouden.          | Rally niet gehouden.          | Rally niet gehouden. |
| 32     | 2003        | Fané Bakary                   | Konan Clément                 | Subaru Impreza WRX            |                      |
| 31     | 2001        | Tom Colsoul                   | Bob Colsoul                   | Mitsubishi Lancer Evo VI      |                      |
|        | 2000        | Rally niet gehouden.          | Rally niet gehouden.          | Rally niet gehouden.          | Rally niet gehouden. |
| 30     | 1999        | Marc Molinié                  | Christian Tribout             | Toyota Celica GT-Four         |                      |
| 29     | 1998        | Patrice Servant               | Alain Florentin               | Peugeot 106                   |                      |
| 28     | 1997        | Alain Ambrosino               | Alain Florentin               | Mitsubishi Lancer Evo III     |                      |
| 27     | 1996        | Alain Ambrosino               | Alain Florentin               | Mitsubishi Lancer Evo III     |                      |
|        | 1995        | Rally niet gehouden.          | Rally niet gehouden.          | Rally niet gehouden.          | Rally niet gehouden. |
| 26     | 1994        | Patrice Servant               | Thierry Brion                 | Audi Coupé S2                 |                      |
| 25     | 1993        | Patrice Servant               | Thierry Brion                 | Audi Coupé S2                 |                      |
| 24     | 1992        | Kenjiro Shinozuka             | John Meadows                  | Mitsubishi Galant VR-4        |                      |
| 23     | 1991        | Kenjiro Shinozuka             | John Meadows                  | Mitsubishi Galant VR-4        |                      |
| 22     | 1990        | Patrick Tauziac               | Claude Papin                  | Mitsubishi Galant VR-4        |                      |
| 21     | 1989        | Alain Oreille                 | Gilles Thimonier              | Renault 5 GT Turbo            |                      |
| 20     | 1988        | Alain Ambrosino               | Daniel Le Saux                | Nissan 200SX                  |                      |
| 19     | 1987        | Kenneth Eriksson              | Peter Diekmann                | Volkswagen Golf GTI 16V       |                      |
| 18     | 1986        | Björn Waldegård               | Fred Gallagher                | Toyota Celica TCT             |                      |
| 17     | 1985        | Juha Kankkunen                | Fred Gallagher                | Toyota Celica TCT             |                      |
| 16     | 1984        | Stig Blomqvist                | Björn Cederberg               | Audi Sport quattro            |                      |
| 15     | 1983        | Björn Waldegård               | Hans Thorszelius              | Toyota Celica TCT             |                      |
| 14     | 1982        | Walter Röhrl                  | Christian Geistdörfer         | Opel Ascona 400               |                      |
| 13     | 1981        | Timo Salonen                  | Seppo Harjanne                | Datsun Violet GT              |                      |
| 12     | 1980        | Björn Waldegård               | Hans Thorszelius              | Mercedes 500 SLC              |                      |
| 11     | 1979        | Hannu Mikkola                 | Arne Hertz                    | Mercedes 450 SLC 5.0          |                      |
| 10     | 1978        | Jean-Pierre Nicolas           | Michel Gamet                  | Peugeot 504 V6 Coupé          |                      |
| 9      | 1977        | Andrew Cowan                  | Johnstone Syer                | Mitsubishi Colt Lancer        |                      |
| 8      | 1976        | Timo Mäkinen                  | Henry Liddon                  | Peugeot 504 V6 Coupé          |                      |
| 7      | 1975        | Bernard Consten               | Gérard Flocon                 | Peugeot 504                   |                      |
| 6      | 1974        | Timo Mäkinen                  | Henry Liddon                  | Peugeot 504                   |                      |
| 5      | 1973        | Edgar Herrmann                | Hans Schüller                 | Datsun 180B SSS               |                      |
| 4      | 1972        | Geen deelnemer aan de finish. | Geen deelnemer aan de finish. | Geen deelnemer aan de finish. |                      |
| 3      | 1971        | Bob Neyret                    | Jacques Terramorsi            | Peugeot 504                   |                      |
| 2      | 1970        | Hans Schüller                 | Grassiot                      | Datsun 1600 SSS               |                      |
| 1      | 1969        | Marc Gérenthon                | Hélène Gérenthon              | Renault 8 Gordini             |                      |